# Fabrice Alleman
Fabrice Alleman (Mons, 30 april 1967) is een Belgische jazzsaxofonist. Tevens speelt hij klarinet en fluit. 

## Biografie
Alleman studeerde aan het conservatorium in Brussel en aan Manhattan School of Music in New York, waar hij in 1992 de eerste prijs won bij de saxofonisten. Als muzikant was hij actief in verschillende genres, hij begeleidde onder andere Salvatore Adamo en speelde in het Calvin Owens Blues Orchestra. In de jazz werkte hij onder meer met Richard Rousselet, Michel Herr, Steve Houben, Jean Warland en Bruno Castellucci en maakte hij deel uit van de Allstars van Jean-Pierre Gebler. 
In 1996 nam Alleman zijn eerste album op, een duo-plaat met gitarist Paolo Loveri. In 1997 trad hij met Terence Blanchard op in Luxemburg. Met zijn eigen kwartet (met Michel Herr, Jean-Louis Rassinfosse en Frédéric Jacque) speelde hij onder andere op het jazzfestival in Luik, waar hij een prijs won voor de beste Belgische bijdrage (de 'Nicolas Dor'). Sinds 1998 verschenen er meerdere albums van Alleman. Tevens is hij als 'sideman' te horen op platen van Chris Joris, Phil Abraham, Marc Moulin, Stéphane Collin, Stéphane Mercier, Charles Loos en het Brussels Jazz Orchestra.

## Discografie (selectie)
- Obviously (Igloo 2013, met Nathalie Loriers, Reggie Washington, Lionel Beuvens alsook Lorenzo Di Maio)
- Jean-Louis Rassinfosse, Fabrice Alleman, Jean-Philippe Collard-Neven & Xavier Desandre Navarre Braining Storm (Fuga Libera 2010)
- Jean Warland / Fabrice Alleman The Duet (Igloo 2009)
- Fabrice Alleman Quartet Sides of Life (Lyrae Records 2004)
- Fabrice Alleman / Paolo Loveri Duo & String Quartet On the Funny Side of the Strings (Lyrae Records 2001)
- Fabrice Alleman Quartet Loop the Loop (Igloo 1998)
- Fabrice Alleman / Paolo Loveri Duo (Lyrae Records 1996)